# Vagantes Morborum
Vagantes Morborum is een gemengd koor uit Brugge

## Geschiedenis
Het koor werd door Wim De Bondt opgericht in 1965 als "Studentenkoor Vagantes Morborum" ("Zwervers voor de zieken"). De groep, aanvankelijk bestaande uit een twintigtal jongeren, luisterde wekelijks in de Minnewaterkliniek de zondagsmis op. Daarnaast trad het koor regelmatig op in Brugse ziekenhuizen, in bejaardentehuizen en in de gevangenis. De zanggroep groeide uit tot een gemengd koor dat zich een uitgebreid repertoire eigen maakte.
Deelname aan de provinciale koorwedstrijden bracht erkenning mee van de bereikte kwaliteit. 
Diverse concertreizen werden gemaakt naar de Verenigde Staten (1972) - Duitsland (1968 – 1970 – 1971 – 1973 – 1991) - Engeland (1977 – 1980) - Luxemburg (1979) – Nederland (1983 – 1985 – 1988 – 1994  – 1996) - Spanje (2005) - Zwitserland (1987) en Macedonië (2013). Koorontmoetingen in Montreux (1987) en in Leiden (1996).

## Het repertoire
- 1966 – Eerste officieel optreden in het Concertgebouw (Sint-Jakobsstraat).
- Doorheen de jaren: radio- en tv-programma's in binnen- en buitenland. Deelname aan de edities van het Koorfestival te Brugge waarvoor Vagantes de initiatiefnemer was. Kerst- en paasconcerten, feestzittingen, culturele manifestaties, processies en stoeten, 11 juli-vieringen, liturgische huwelijksvieringen en uitvaartmissen, het traditioneel jaarlijkse gratis optreden in ziekenhuizen en bejaardentehuizen.
- 1991 - 25-jarig bestaan: Coronation Anthems (Georg Friedrich Händel) i.s.m. het Nieuw Vlaams Symfonieorkest o.l.v. van Patrick Peire.
- 1996 - 30-jarig bestaan: concert met werk van 16de - en 17de-eeuwse Italiaanse meesters, onder meer Claudio Monteverdi.
- 2006 - 40-jarig bestaan: Coronation Anthems (Händel) in de Stadsschouwburg Brugge.
- 2007 – Negende Symfonie (Ludwig van Beethoven) met het Orkest der Lage Landen.
- 2008 - 3x Magnificat (Johann Sebastian Bach – Antonio Vivaldi – Felix Mendelssohn) in het Concertgebouw Brugge.
- 2010 - Ein Deutsches Requiem  (Johannes Brahms): in het Concertgebouw Brugge, met dvd-opname.
- 2011 - Carmina Burana  (Carl Orff): Casino Kursaal Oostende.
- 2012 – Schicksalslied  (Johannes Brahms) en Lobgesang  (2de symfonie Mendelssohn): Casino Kursaal Oostende. (cd-opname van de uitvoering in het Lemmensinstituut, Leuven)
- 2013 – Requiem  (Giuseppe Verdi) in het Casino Kursaal Oostende.
- 2013 – Concertreis naar Festival Ohrid (Macedonië). Vagantes als enige West-Europees koor tussen koren uit Bulgarije, Hongarije, Kroatië, Letland, Litouwen, Macedonië, Oekraïne, Polen, Roemenië.
- 2013 – Die Schöpfung  (Joseph Haydn): in het Concertgebouw Brugge met dvd-opname.
- 2014 – Negende symfonie (Beethoven): Casino Kursaal Oostende.
- 2015 – Gouden Jubileum met Passieconcert: Requiem (Fauré) en The Sacrifice (Tučapský): Concertgebouw, Brugge.
- 2016 - Magnificat van Mendelssohn en van Dietrich Buxtehude en Christmas Carols van R.V. Williams: Sint-Gilliskerk, Brugge.
- 2017 - Ein Deutsches Requiem van Johannes Brahms: Concertgebouw, Brugge.
- 2018 - Israel in Egypt (G.F. Handel) Sint Salvatorskathedraal Brugge
- 2021 - Requiem Fauré in de Karmelietenkerk te Brugge
- 2022 - Gloria (Vivaldi) en cantates van Buxtehude Sint-Gilliskerk, Brugge

## De dirigenten
- Wim De Bondt (1965-1968)
- Tony Venneman (1968-1985)
- Geert Claeys (1985-1987)
- Luc Delanghe (1987-2000)
- Bart De Mylle (2000-2003)
- Bart Naessens (2003-2010)
- Korneel Bernolet (2010-2018)
- Gunter Carlier (2018-2019)
- Lien Saey (2019 - 2022)
- Alexandros Kavvadas (2023 - )

## Voorzitters
- Paul Huyghe (1965-1969)
- Marc De Meester (1969-2004)
- Geert Noë (2004-2025 )
- Hilde De Meester (2025- )

## Links
http://www.vagantes.be/